# Sundsamband Íslands
Sundsamband Íslands (kurz SSÍ; deutsch „Schwimmverband Islands“; englisch Icelandic Swimming Association) ist der nationale Dachverband des Schwimmsports in Island, dem rund 30 Schwimmvereine angeschlossen sind. Die Geschäftsstelle des Verbandes befindet sich im Hauptquartier des „Sport- und Olympiaverbandes Islands“ (Íþrótta- og Ólympíusamband Íslands, ÍSÍ) in Reykjavík, neben der Sporthalle Laugardalshöllin und gegenüber dem Nationalstadion Laugardalsvöllur.
Vor allem draußen wie zum Beispiel in Thermalfreibädern bieten sich in den meisten Gemeinden auf der Insel Möglichkeiten zum Schwimmen. Daher konnte sich Schwimmen – gemessen an der Teilnehmerzahl – zur beliebtesten Sportart des Landes entwickeln. Als der Verband am 25. Februar 1951 gegründet wurde, geschah das zu einer Zeit, als der Schwimmunterricht verpflichtend in den Lehrplan der isländischen Schulen aufgenommen wurde. Seit Anfang des Jahrtausends gewann neben der traditionellen Sportart Schwimmen auch der Wasserballsport an Popularität. Das zukünftige Augenmerk des Verbandes richtet sich zudem auf die Förderung der Sparten Tauchen sowie Synchron- und Freiwasserschwimmen.
Sundsamband Íslands ist Mitglied des Nordischen Schwimmverbandes, des europäischen Schwimmverbandes LEN und des Weltschwimmverbandes FINA.